# ميغيل أنخيل زافالا أورتيز
ميغيل أنخيل زافالا أورتيز هو محامي وسياسي أرجنتيني، ولد في 24 ديسمبر 1905 في مدينة سان لويس في الأرجنتين، وتوفي في 20 مايو 1982 في بوينس آيرس في الأرجنتين. نشط حزبياً في الاتحاد المدني الراديكالي. وقد انتخب عضو مجلس النواب في الأرجنتين ‏.